# Милославское (Тверская область)
Милославское — деревня в Кашинском районе Тверской области России. Входит в состав Пестриковского сельского поселения. Расположена в 12 км северо-западней Кашина, в 800 м западней деревни проходит участок Московского региона Октябрьской железной дороги.
Деревня входила в Кашинский уезд. Милославское было выменяно у Троице-Сергиева монастыря внуками боярина П. М. Плещеева, Иваном и Никитой в XVI веке.

## Население
| 2010 |
| ---- |
| 42   |